# Epigonus crassicaudus
Epigonus crassicaudus és una espècie de peix pertanyent a la família dels epigònids.

## Descripció
- La femella pot arribar a fer 38,4 cm de llargària màxima.
- 7 espines i 9 radis tous a l'aleta dorsal i 2 espines i 8-9 radis tous a l'anal.
- Presència d'espina opercular.
- El diàmetre horitzontal de l'ull és menor que la part postorbital del cap.
- Aleta caudal bifurcada feblement i amb el peduncle caudal bastant profund.[6][7][8]

## Hàbitat
És un peix marí, mesobentònic-pelàgic i batidemersal que viu entre 180 i 400 m de fondària sobre el fons marí principalment.

## Distribució geogràfica
Es troba al Pacífic sud-oriental: Xile.

## Observacions
És inofensiu per als humans.